# Aeroportul Fougamou
Aeroportul Fougamou (IATA: FOU, ICAO: FOGF) este un aeroport din Provincia Ngounié, Gabon ce deservește zona Fougamou⁠(d). A fost numit după zona deservită.
Situat la o altitudine de 80 m, aeroportul dispune de o singură pistă.